# Andrew Murray de Bothwell
Pour les articles homonymes, voir Andrew Murray et Murray.
Andrew Murray ou Moray également connu comme Sir Andrew Moray de Petty ou Sir Andrew Murray de Bothwell (1298 - † mars 1338). Chef militaire écossais commandant des troupes de David II d'Écosse, il est Gardien de l'Écosse en 1332/1333 puis de 1335 jusqu'à sa mort en 1338.

## Origine
Andrew Murray ou Moray est le fils et homonyme de Andrew de Moray ou Murray, un fidèle compagnon de William Wallace tué lors de la bataille du pont de Stirling en 1297 peu de temps avant sa naissance. Devenu adulte il hérite de la seigneurie de Bothwell dans le Lanarkshire tenue par son père et il épouse Christina Bruce, l'une des sœurs du roi Robert Ier d'Écosse veuve de Gartnait comte de Mar et de Christopher Seton († 1306).
Après le mort de ce souverain il est l'un des commandants des forces loyales au jeune roi David II d'Écosse contre les attaques d'Édouard Balliol le candidat au trône soutenu par Edouard III d'Angleterre durant ce que l'historiographie moderne nomme la Seconde Guerre d'Indépendance de l'Écosse. Il est choisi comme Gardien de l'Écosse en 1332 mais il est capturé lors d'une escarmouche l'année suivante. Prisonnier en Angleterre il est libéré en 1335 et revient en Écosse.
En mai 1334, le jeune roi David II s'est réfugié en France mais Andrew Murray, confirmé dans sa fonction de Gardien de l'Ecosse, reprend le combat malgré les offres d'amnistie de Balliol. Le 30 novembre 1335 il remporte une importante victoire contre les partisans d'Édouard Balliol menés David III Strathbogie comte d'Atholl qui attaquait son Château de Kildrummy défendu par son épouse. Les deux armées se rencontrent lors de la Bataille de Culblean à Ballater près de la Dee, le jour de la Saint-André. David III de Strathbogie est vaincu et tué pendant le combat.
Entre octobre 1336 et octobre 1337, Andrew Murray mène une campagne brutale contre les forces anglaises et les garnisons fidèles à Balliol en Angus, Fife puis jusqu'à sa mort dans le sud de l'Écosse en Clydesdale et Lothian. Au cours de ses incursions, il détruit systématiquement les forteresses anglaises qui bordent la frontière anglo-écossaise.
Les victoires remportées par les forces écossaises et la montée en puissance des combats contre la France dans la guerre de Cent Ans obligent Edouard Balliol et le roi Édouard III d'Angleterre à retirer progressivement leurs armées d'Écosse.
Andrew Murray meurt au printemps 1338 dans son château d'Avoch et il est inhumé à Rosemarkie en Moray puis son corps est transféré dans l'Abbaye de Dunfermline parmi les souverains d'Écosse. Sa disparition prive la résistance écossaise de son chef mais il a comme successeur un autre Gardien de l'Ecosse Robert Stuart l'héritier du trône, qui gouverne le pays jusqu'au retour du roi David II d'Écosse en 1341.

## Union et postérité
Andrew Murray épousa donc en 1326 Christina Bruce dont:
- John Murray seigneur de Bothwell († entre le 20 avril et le 5 septembre 1351) épouse Margaret Graham comtesse de Menteith.
- Thomas Murray de Bothwell († 1361)

## Source
- (en) Michael Brown The Wars of Scotland 1214-1371 Edinburgh University Press (Edinburgh 2004)  (ISBN 0748612386). p. 215, 223-225,235,237,239-242,299-300,318,350.
- (en) John L. Roberts  Lost Kingdoms. Celtic Scotland and the Middle Ages Edinburgh University Press (Edinburgh 1997)  (ISBN 0748609105) p. 137,153-155.